# 佐藤富士子
佐藤 富士子（さとう ふじこ、）は、愛知県出身の元卓球選手。現役時代は日本代表として世界卓球選手権に出場。全日本卓球選手権大会で優勝3度。

## 経歴
1950年、愛知県立国府高等学校在学時の高校総体では山本千代子と出場したダブルスで優勝。※以降のダブルスペアは全て山本。
1952年度、全日本選手権女子ダブルス決勝で西村登美江 / 石原れい子組を2-1で下し初優勝。
1953年、東京で行われたアジア卓球選手権では女子ダブルスで銅メダル。
1954年度、全日本選手権女子ダブルス決勝で難波多慧子 / 塩野美笑子組を2-1で下し2度目の優勝。
1955年度、全日本選手権女子ダブルス決勝で楢原静世 / 山川紀久子組を2-0で下し3度目の優勝。
1956年、東京で行われた第23回世界卓球選手権では女子ダブルスで16強。